# Mogens Dalsgaard
Mogens Dalsgaard (født 12. august 1942 i Asaa) er en dansk klassisk koncertpianist med international karriere. Mogens Dalsgaard har udgivet en lang række indspilninger, og hans repertoire spænder vidt, men har primært koncentreret sig omkring de romantiske komponister som Frédéric Chopin, Robert Schumann og Franz Liszt samt wienerklassikerne Ludwig van Beethoven og Wolfgang Amadeus Mozart. Endvidere har Mogens Dalsgaard fortolket franske impressionister såsom Claude Debussy. Af mere moderne komponister har han fortolket og udgivet værker af blandt andre Erik Satie, George Gerswin, Percy Grainger, Vagn Holmboe, Jørgen Jersild og Dmitrij Sjostakovitj. Mogens Dalsgaard er fortsat aktiv koncertpianist.

## De tidlige år
Mogens Dalsgaard blev født i Asaa, Nordjylland i 1942. Faderen var udover at være skoleinspektør en efterspurgt foredragsholder, fotograf og skrev tillige artikler af lokalhistorisk tilsnit til blandt andet Aalborg Amtstidende og Vendsyssel Tidende. Da Mogens Dalsgaard var seks år gammel anskaffede familien sig et klaver. Som den ældste i søskendeflokken blev det ham, der først kom til at modtage klaverundervisning.
I sine erindringer fortæller Mogens Dalsgaard, at han ikke selv havde nogen fornemmelse for, at han skulle have noget synderligt musikalsk talent. Ikke desto mindre mente hans første spillelærerinde, Asta Nielsen, efter blot få måneders undervisning, at han burde gå musikkens vej. Interessen for musikken var der: ”Jeg har altid været mine forældre taknemmelig for, at jeg ikke først blev tvunget til at bruge min tid på en anden uddannelse – for at have noget at falde tilbage på. Klaveret blev nærmest slidt op og udskiftet med et smukt Hornung & Møller flygel. Den dag det ankom, følte jeg, at et helt nyt afsnit i mit liv begyndte. Endnu medens jeg gik i fjerde mellem, gik jeg til optagelse på Det Nordjyske Musikkonservatorium i Aalborg og blev optaget på dispensation, da reglerne krævede at man skulle være seksten år, og jeg var endnu kun femten. Jeg indvilgede dog i at tage en mellemskoleeksamen, før jeg forlod skolen, og gik altså på konservatoriet og i skole på samme tid, hvilket viste sig at være en umulighed."
I et interview med Aalborg Amtstidende den 6. marts 1960 fortæller den da 17-årige Mogens Dalsgaard om livet som musikstuderende ”Mine forældre har vænnet sig til det. Kun en sjælden gang, når jeg har øvet Strawinsky i timevis, be’r min mor mig om at holde op! Ellers får jeg lov til at øve mig så meget, jeg vil, og det er som regel 6-7 timer dagligt… Skal en musikstuderende have noget ud af sit arbejde, må han gå 100% ind for det.”
Meget tidligt kom Mogens Dalsgaard til at spille klaverkoncerter for et større publikum. Det vakte opsigt, da han som syttenårig i 1959 for en fyldt Aalborghal spillede et virtoust værk af Felix Mendelssohn Bartholdy. Det var ikke hverdagskost at se en ung pianist fra en lille by i Vendsyssel spille store virtuose kompositioner som en klaverkoncert af Mendelssohn.
Efter tre år på Nordjysk Musikkonservatorium søgte Mogens Dalsgaard optagelse på Det Kongelige Danske Musikkonservatorium, hvor han blev optaget i 1962. På Musikkonservatoriet var Dalsgaard først elev hos Herman D. Koppel senere hos Arne Skjold-Rasmussen. Under konservatorietiden var Dalsgaard i 1963 på studieophold ved konservatoriet i Lucerne i Schweiz, hvor han studerede hos den ungarske pianist Géza Anda.

## Debutkoncerten
Den 20. april 1964 spillede den da 21-årige Mogens Dalsgaard sin officielle debutkoncert. Koncerten fandt sted i Musikkonservatoriets sal på H.C. Andersens Boulevard i København, og programmet bestod af værker komponeret af Johann Sebastian Bach, Johannes Brahms, Carl Nielsen, Claude Debussy og Franz Liszt.
Dagbladenes toneangivende musikanmeldere var alle positive i deres vurdering af koncerten og udtrykte i avisernes spalter både begejstring og stor forventning til den unge pianist. Under overskriften ”En proper næve” skrev Politikens Frede Schandorff Petersen, at ”Mogens Dalsgaard hører til de udprægede klaverspillere, dem, hvoraf der bliver virkelige virtuoser. Måtte så musikken gro med, så ikke virtuositeten vokser ham over hovedet. Endnu høres (og ses) der en ligefrem fysisk glæde ved selve spillet, det at have tangenter under hænderne, så man kan slå dem en proper næve lige i synet.” Og anmeldelsen fortsatte ”I hans Brams- og Carl Nielsen-spil hørtes musikmæssige detaljer, som antyder det kunstneriske, der bor i denne dygtige klaverspiller. Det må næres, når han får rendt hornene af sig, for sikken et spillende talent han har at blive kunstner på.”
I Berlingske Aftenavis offentliggjorde Sverre Forchhammer sin anmeldelse ”Klavertalent”, hvori han skrev om debutkoncerten at ”I aften havde Mogens Dalsgaard sin første offentlige koncert som debutant fra Det Kgl. Danske Musikkonservatorium som elev af professor Arne Skjold-Rasmussen, og det er mange år siden, man på en dansk koncerttribune er blevet stillet over for et så eklatant talent for klaverspil.”
Også Informations kompromisløse anmelder Hansgeorg Lenz, hvorom det er blevet skrevet at han hadede at blive frataget stunder af sit liv med dårlig musik, udtrykte respekt for debutanten. I anmeldelsen ”Opsigtsvækkende klaverdebut” skrev Lenz ”at den unge Mogens Dalsgaard er i besiddelse af højst usædvanlige pianistiske evner, demonstreredes fra først til sidst ved hans debutaften i går, lige fra Bachs toccata og fuga i D-dur til Liszts E-dur polonæse.” Og Lenz forsatte ”At honorere flyglets krav syntes ikke at forvolde ham besvær, uanset hvad slags musik det gælder. Og alt effektueres med en så dynamisk impuls, at han virkelig tvinger en til at høre efter.” Men Lenz udtrykte dog også forbehold i sin anmeldelse, der sluttede således ”Musikkens krav indfriedes med andre ord ikke nær så overbevisende som selve det instrumentale mediums, hvilket blandt andet hænger sammen med, at Mogens Dalsgaards anslagsdifferentiering ikke er så stor endnu, at der kan være tale om en bevidst klangfarvelægning. En ret væsentlig og vanskelig del af opgaven – ja måske den vanskeligste – venter således endnu på at blive løst af ham, hvis hans utvetydige artistiske håndelag skal manifestere sig som kunstnerisk udtryksmiddel. Men han er nået langt i at skaffe sig de hertil fornødne forudsætninger og demonstrerede ydermere viljen til at befæste den tillid, man efter hans debut i går i så henseende så ubetinget må nære til ham. Hvilket ikke mindst var medvirkende til at gøre denne debut til en af de opsigtvækkende.”

## Hædersbevisninger
Mogens Dalsgaard har i sin karriere modtaget en lang række hædersbevisninger i form af legater og priser.
I 1964 fik han Musikanmelderringens kunstnerpris, der blev overrakt ved en koncert i Danmarks Radio’s koncertsal den 20. september 1964. I sin anmeldelse af koncerten dagen efter i Ekstra Bladet skrev Gregers Dirckinck-Holmfeld, at ”Mogens Dalsgaard spillede Cesar Francks ”Symfoniske variationer” med Radioorkestret, så man havde meget vanskeligt ved at forstå, at det var første gang, dette unge menneske spillede med et orkester. En ting er nemlig, at han spillede sin stemme meget, meget smukt – en anden, at han beherskede det symfoniske samspil med en autoritet og ”timing”, der var så selvfølgelig som en trænet verdenspianists. En meget betydelig præstation. Godt valgt musikanmeldere.”
Som den første modtog Mogens Dalsgaard i 1966 Gladsaxe Kommunes nystiftede musikpris, der blev overrakt af Gladsaxes daværende borgmester socialdemokraten Erhard Jacobsen. Ved prisuddelingen i Gladsaxe Teater spillede Mogens Dalsgaard klaverkoncert nummer 2 i g-mol af Camille Saint-Saëns. Som solist blev Mogens Dalsgaard akkompagneret af Sjællands Symfoniorkester under ledelse af Ole Schmidt.
Ligeledes i 1966 modtog han af bestyrelsen for kontorchef Arthur Andersen og hustru pianistinden Ellen Anderson’s legat en stor legatportion.
I 1967 modtog Mogens Dalsgaard et legat af bestyrelsen for ”Gudrun Wilhelm Hansens legat for yngre kunstnere og kunstnerinder”.

## Supplerende klaverstudier
Efter sin afslutning på konservatoriet supplerede Mogens Dalsgaard sine klaverstudier hos forskellige pianister rundt omkring i Europa.
I 1966 fik Mogens Dalsgaard et polsk statsstipendium, der gav ham mulighed for gennem et års tid at studere på konservatoriet i Warszawa under komponisten Jerzy Lefeld, der var professor ved konservatoriet.
I 1968 blev Mogens Dalsgaard af det spanske kulturministerium inviteret til Spanien for at studere hos Alicia de Larrocha og Frederico Mompou i Santiago de Compostela. Under opholdet blev Mogens Dalsgaard af Alicia de Larrocha inviteret på et studieophold på Marshall Akademia i Barcelona. I nekrologen over Alicia de Larrocha skrev Politikens musikanmelder Thomas Michelsen at den spanske pianist var at betragte som en af de største klassiske pianister nogensinde. Opholdet hos Alicia de Larrocha skulle da også vise sig at udgøre den vigtigste del af Mogens Dalsgaard uddannelse.

## Bemærkelsesværdige koncerter
Da den russiske komponist Dmitij Sjostakovitj i 1973 modtog Danmarks største kulturpris - Léonie Sonnings Musikpris - blev der i forbindelse med prisoverrækkelsen afholdt en række koncerter i København til hans ære. Den 1. juni blev hans klaverkoncert nr. 1 opført med Mogens Dalsgaard som solist. Det var Radiosymfoniorkestret under ledelse af Sjostakovitjs søn Maxim Sjostakovitj, der dirigerede. Dmitij Sjostakovitj sad på første række i Tivolis Koncertsal under opførelsen.
Da Contemporary Dance Company under ledelse af koreografen Martha Graham gæstede København i 1984 blev ensemblet akkompagneret af Mogens Dalsgaard på klaver og Per Walther på violin. Musikken var sonate for klaver og violin af amerikaneren Meyer Kupferman. Det er blevet skrevet om Martha Graham, at hun havde samme betydning for dansen, som Pablo Picasso havde for maleriet.
I København har Mogens Dalsgaard yderligere spillet under ledelse af nogle af verdens mest betydningsfulde dirigenter. Den faste dirigent for Moskva philamonikerne, Kirill Kondrashin, dirigerede Camille Saint-Saëns klaverkoncert i g mol med Mogens Dalsgaard som solist. Under ledelse af briten, Sir John Prichard, spillede Dalsgaard i 1969 Ludwig van Beethovens 3. klaverkoncert i Falconer Centret, og med Mogens Dalsgaard ved flygelet i Radiohusets Koncertsal har Yuri Abramovich Bashmet dirigeret Sjællands Symfoniorkester i Benjami Brittens klaverkoncert.
Herudover har Mogens Dalsgaard givet en lang række koncerter rundt omkring i Europa, og har gennem karrieren været på ikke mindre end 35 koncertturneer i USA.

## Mogens Dalsgaard som akkompagnatør
Hvor starten af Mogens Dalsgaards karriere primært bestod i at give koncerter som solist med orkester, har han de senere år mest fungeret som solist og navnlig som akkompagnatør for nogle af de mest fremtrædende danske og svenske operasangere.
Mogens Dalsgaard har haft et tæt samarbejde med kongelig operasanger Edith Guillaume, der strakte sig over næste tredive år. Mogens Dalsgaard og Edith Guillaume har optrådt med et meget bredt repertoire, der strakte fra arier og lieder til danske og franske sange.
Herudover har han ved en lang række koncerter akkompagneret den dansk-russiske sopran Tatiana Kisselova. På kvindesiden er tillige Andrea Pellegrini, Sylvia Lindenstrand, Anne Magrethe Dahl, Tina Kiberg, Elisabeth Steiner, Tove Hyldgaard og Dorthe Elsebet Larsen blevet akkompagneret af Mogens Dalsgaard. På herresiden kan nævnes Tonny Landy og Christian Christiansen.
Mogens Dalsgaard har også akkompagneret den verdenskendte danske operasanger Inga Nielsen, der er blevet karakteriseret som den mest berømte danske kunstner, som dronningen har hæftet sit Ridderkors på. Koncerterne med Inga Nielsen fandt sted i Schweitz.

## Kuriosa
Sideløbende med karrieren som koncertpianist fungerede Mogens Dalsgaard i en del år tillige som professionel portrætfotograf. Mogens Dalsgaard har således leveret billeder til brug for programmer, plakater og pressemeddelelser for en lang række danske teatre såsom det Kongelige Teater, Tivoli Teatret, ABC Teatret og Aveny Teatret.

## Udgivelser
1: P.E. Lange- Müller: Syv Skovstykker, En Efterårsfantasi og Intermezzi og Danse. LP udgivet på "Dansk Musikantologi" 1978. Udgivet på CD i 1993 på Dacapo
2: Enrique Granados: Danzas Espanoles. Indspillet på "Paula" 1985.
3. Mogens Dalsgaard Spiller på P.S. Krøyers flygel. Indspillet på "Elegant Music" 1987
4: Famous Classics I, Indspillet på ConCordia 1989